# Риве-Кинг, Жюли
Жюли́ Риве́-Кинг (фр. Julie Rivé-King; 30 октября 1854, Цинциннати — 28 июля 1937) — американская пианистка и композитор.
Училась музыке в Цинциннати, затем, с 1870 г., в Нью-Йорке (в том числе у Уильяма Мейсона). В 1874 г. дебютировала с Нью-Йоркским филармоническим оркестром, на следующий год предприняла первый концертный тур по США. В 1876 г. вышла замуж за своего импресарио Фрэнка Кинга. В конце 1880-х гг. отправилась совершенствовать своё мастерство в Европу, училась в Веймаре у Ференца Листа, в Дрездене у Адольфа Бласмана и в Лейпциге у Карла Райнеке. В 1893 г. вернулась в США. С 1900 г., после смерти мужа, преподавала в Чикаго.
Риве-Кинг написала некоторое количество салонных фортепианных пьес, включая концертные вариации на темы Шопена, Вьётана, оперы Бизе «Кармен». По семейному соглашению она публиковала под своим именем и пьесы мужа.